# Atletiek Klub Uithoorn
Atletiek Klub Uithoorn, ook wel AKU genoemd, is een atletiekvereniging in Uithoorn. De vereniging is officieel lid van de Atletiekunie en is ondergebracht in de regio Amsterdam.
AKU is erg actief met loopafstanden, maar ook de andere onderdelen worden beoefend. De vereniging beschikt op Sportpark Randhoorn over een zes-laans kunststof atletiekbaan met alle voorzieningen, een clubgebouw "Het Klokhuis", goed opgeleide trainers en veel georganiseerde evenementen. AKU streeft ernaar om het beste uit de atleten te halen, zowel op wedstrijd- als op recreatief niveau.

## Historie
Na de oprichting van Atletiek Klub Uithoorn werd er aanvankelijk getraind bij de handbalvereniging VDO. Toen VDO verhuisde naar een andere locatie, moest ook AKU verhuizen. De nieuwe locatie ligt dan aan de Boerlagelaan. Na nog een paar verhuizingen kwam AKU terecht op de huidige locatie op sportpark de Randhoorn aan de Randhoornweg te Uithoorn.
In 1997 werd een start gemaakt met de aanleg van de Randhoorn. Op 31 mei 2000 werd het huidige veld officieel geopend door meervoudig olympisch kampioene Fanny Blankers-Koen.
Naarmate de vereniging in de jaren die volgden groeide en bloeide, werd de behoefte aan een zes-laans atletiekbaan steeds groter. Een aanvraag bij de gemeente om de bestaande baan te renoveren en uit te breiden leidde in 2010 ten slotte tot opname in het accommodatieplan van de gemeente voor 2013. Uiteindelijk kon op 28 september 2013 de zes-laans atletiekbaan officieel in gebruik worden genomen.

## Clubinformatie
AKU is een bloeiende en actieve vereniging waar op diverse manieren atletiek kan worden beoefend. Er zijn een groot aantal trainingsgroepen, geleid door enthousiaste en deskundige trainers. Daardoor is er voor iedere sporter, jong en oud, beginner of gevorderde, wel een groep op maat te vinden. 
Naast het bestuur, zijn er diverse commissies die ervoor zorgen dat de vele taken en activiteiten binnen de vereniging goed uitgevoerd en geregeld worden. Er zijn veel vrijwilligers actief binnen AKU.

## Evenementen
Jaarlijks organiseert AKU vele evenementen. Een van de bekendsten is natuurlijk de 10 EM van Uithoorn, met in 2015 alweer de 31e editie. Deze loop, met onder andere een 1km GeZZinsloop, een 5 en 10 km en de hoofdafstand over 10 Engelse mijl (16,1 km) door en rond Uithoorn en de Kwakel trekt jaarlijks ruim 1000 deelnemers en maakt deel uit van het Zorg en Zekerheid Circuit.

## AKU medailles op NK's
Dit is een lijst van alle medailles die AKU-atleten sinds 2007 hebben gehaald op officiële Nederlandse kampioenschappen voor senioren.
| Jaar | Kampioenschap | Onderdeel    |  | Plaats | Naam                                                          | Prestatie                 |
| ---- | ------------- | ------------ |  | ------ | ------------------------------------------------------------- | ------------------------- |
| 2009 | NK baan       | 200 m        |  | Zilver | Eva Lubbers                                                   | 24,65 s                   |
|      | NK indoor     | hoogspringen |  | Brons  | Eva Lubbers                                                   | 1,79 m                    |
| 2010 | NK indoor     | 200 m        |  | Brons  | Eva Lubbers                                                   | 24,88 s                   |
| 2012 | NK baan       | 100 m        |  | Brons  | Eva Lubbers                                                   | 11,82 s                   |
|      | NK baan       | 200 m        |  | Zilver | Eva Lubbers                                                   | 23,77 s                   |
|      | EK baan       | 4 x 100 m    |  | Zilver | Eva Lubbers, Kadene Vassell, Dafne Schippers en Jamile Samuel | 42,80 s (NR)              |
|      | OS            | 4 x 100 m    |  | 6e     | Eva Lubbers, Kadene Vassell, Dafne Schippers en Jamile Samuel | 42,70 s (series 42,45 NR) |
| 2013 | NK indoor     | 60 m         |  | Brons  | Eva Lubbers                                                   | 7,36 s                    |
|      | NK baan       | 200 m        |  | Brons  | Linda van Rossum                                              | 25,01 s                   |
| 2016 | NK indoor     | 1500 m       |  | Zilver | Lotte Krause                                                  | 4.37,20 min               |
|      | NK baan       | 1500 m       |  | Zilver | Lotte Krause                                                  | 4.30,52 min               |
| 2017 | NK indoor     | 1500 m       |  | Goud   | Bram Anderiessen                                              | 3.58,34 min               |
| 2018 | NK indoor     | 3000 m       |  | Goud   | Lotte Krause                                                  | 9.54,55 min               |
|      | NK indoor     | 1500 m       |  | Brons  | Lotte Krause                                                  | 4.26,10 min               |
|      | NK indoor     | 1500 m       |  | Zilver | Bram Anderiessen                                              | 3.54,80 min               |
|      | NK baan       | 1500 m       |  | Brons  | Bram Anderiessen                                              | 3.59,63 min               |
|      | NK baan       | 1500 m       |  | Brons  | Lotte Krause                                                  | 4.25,84 min               |
| 2019 | NK indoor     | 3000 m       |  | Zilver | Bram Anderiessen                                              | 7.55,46 min               |
| 2020 | NK indoor     | 1500 m       |  | Zilver | Lotte Krause                                                  | 4.25,57 min               |
|      | NK indoor     | 3000 m       |  | Brons  | Lotte Krause                                                  | 9.29,51 min               |
| 2021 | NK indoor     | 1500 m       |  | Goud   | Bram Anderiessen                                              | 3.41,20 min               |
|      | NK indoor     | 1500 m       |  | Brons  | Lotte Krause                                                  | 4.27,89 min               |